# Rhamphomyia nubigena
Rhamphomyia nubigena är en tvåvingeart som beskrevs av Mario Bezzi 1904. Rhamphomyia nubigena ingår i släktet Rhamphomyia och familjen dansflugor. Inga underarter finns listade i Catalogue of Life.